# Juan Bravo
Juan Bravo (Atienza, c. 1484-Villalar, 24 de abril de 1521) fue un noble castellano conocido por su participación en la Guerra de las Comunidades de Castilla.

## Biografía

### Familia y primeros años
Juan Bravo pertenecía a la baja nobleza y nació en Atienza —en la actual provincia de Guadalajara—, donde su padre Gonzalo Bravo de Lagunas era alcaide de la fortaleza. Su madre, María de Mendoza, era hija del conde de Monteagudo de Mendoza, por lo que Juan Bravo era primo de María Pacheco, la esposa de Juan de Padilla y miembro de la notable familia Mendoza. Era también sobrino, por línea paterna, de Juan de Ortega Bravo de Lagunas, obispo de Ciudad Rodrigo, Calahorra y Coria. Tanto este tío Juan de Ortega como su padre Gonzalo procedían de la villa de Berlanga de Duero (Soria) en cuya colegiata se encuentran enterrados. 
Mediante su primer matrimonio en 1505 con Catalina del Río, hija de Diego del Río, regidor de Segovia, y de Isabel de Herrera, pasó a formar parte del patriciado urbano de la ciudad de Segovia, a donde se traslada a vivir. De este primer matrimonio nacieron seis hijos: Diego de Mendoza, Pedro González de Mendoza, Rui Díaz Bravo, Gonzalo Bravo del Río, Luis Bravo de Mendoza y del Río y María de Mendoza.
Habiendo quedado viudo, en 1519 contrajo segundas nupcias en Bernardos (Segovia) con María Coronel, hija de Abraham Senior, regidor de Segovia y rico converso. De este segundo matrimonio nacieron dos hijos, Andrea Bravo de Mendoza, monja en Guadalajara, y Juan Bravo de Mendoza y Coronel.

### Guerra de las Comunidades de Castilla

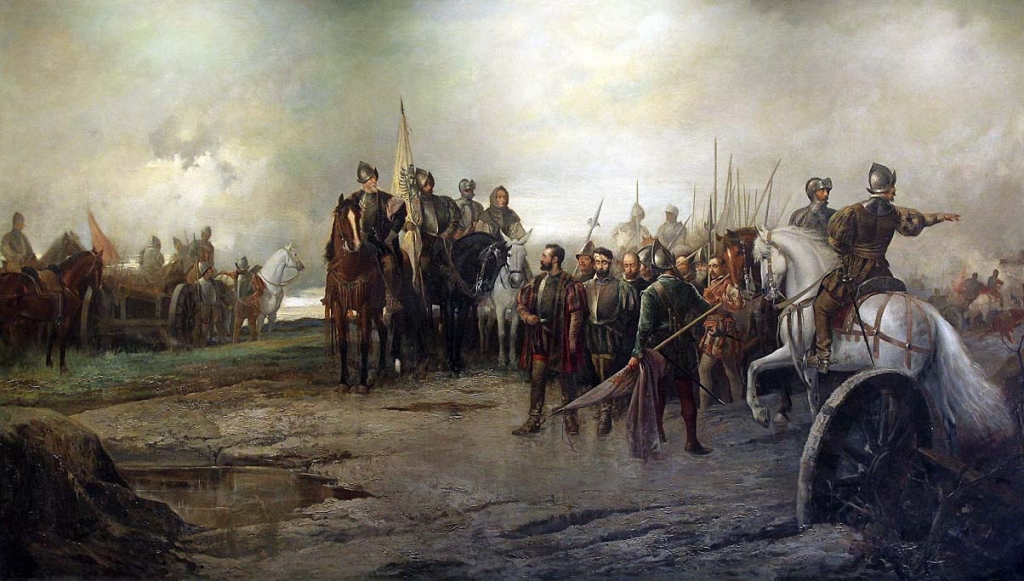
Batalla de Villalar por Manuel Picolo López, (1887).

En octubre de 1519 fue designado regidor y jefe de las milicias de Segovia. Al conocerse la concesión del servicio al rey Carlos I en las Cortes de Santiago y La Coruña y su marcha a Alemania el 29 de mayo de 1520, dirigió una revuelta contra el procurador en Cortes Rodrigo de Tordesillas, que fue ahorcado. Los sublevados se hicieron con la ciudad y Juan Bravo organizó militarmente la ciudad y dirigió las operaciones que impidieron la entrada en Segovia de las tropas realistas de Rodrigo Ronquillo, enviadas por el cardenal Adriano de Utrecht, regente del rey.  Sin embargo, las fuerzas realistas se hicieron fuertes en el Alcázar de Segovia y allí permanecieron hasta el final de la revuelta comunera.
Bravo se encargó de mantener relaciones con el resto de las ciudades sublevadas y partícipes en la Guerra de las Comunidades y acudió a Tordesillas a parlamentar con la reina Juana para recabar su apoyo, que no consiguió. Conquistó Zaratán y Simancas en 1521, mientras que Juan de Padilla entraba en Torrelobatón el 25 de febrero. A continuación, juntó sus fuerzas con las de la Junta de Comuneros de Valladolid, sin poder evitar la derrota ante las tropas reales en la batalla de Villalar el 23 de abril. Hecho prisionero, fue decapitado junto a Juan de Padilla y Francisco Maldonado en Villalar un día después, el 24 de abril.
Cuando su cuerpo fue trasladado a Segovia, las autoridades reales tuvieron dificultad para sofocar un gran tumulto de indignación. Ante el miedo de que los restos se pudieran profanar, se cree que se trasladaron al municipio de Muñoveros (Segovia), de donde era su esposa Catalina del Río.

## Legado

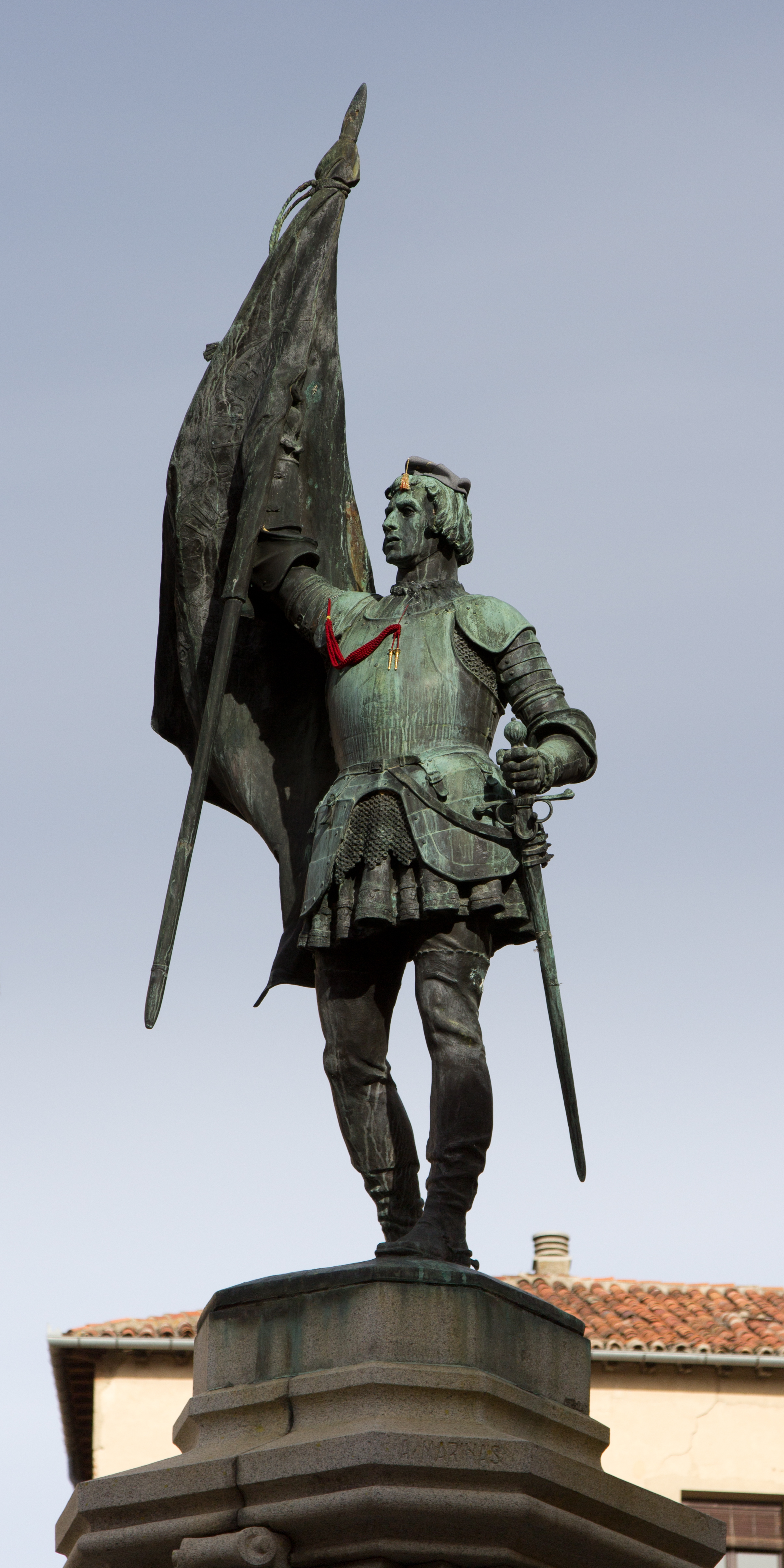
Estatua de Juan Bravo en Segovia.

Aparece en una Ejecución de los comuneros de Castilla, óleo de Antonio Gisbert Pérez (1860) y en La batalla de Villalar de Manuel Picolo López (1887). De 1822 existe un poema anónimo A los ilustres caudillos Comuneros D. Juan de Padilla, D. Juan Bravo, D. Francisco Maldonado y D. Antonio de Acuña, obispo de Zamora: oda. Los dramaturgos del Romanticismo Eusebio Asquerino y Gregorio Romero Larrañaga compusieron un Juan Bravo el comunero: drama en cuatro actos (Madrid: T. F. M. Ruano, 1849). El poeta posromántico Manuel del Palacio le consagró su Juan Bravo, el comunero: leyenda dramática (1521) escrita para acompañar a la música del Egmont de Beethoven, 1881; es uno de los personajes de Los comuneros, una tragedia escrita por Ana Diosdado (1974); Emilio Sola escribió una Acción, meditaciones y muerte de Juan Bravo (1978) y existe una novela histórica sobre este personaje, las Memorias de Juan Bravo (2001), de Tomás Calleja Guijarro.
También es mencionado en el poema del poeta argentino Raúl González Tuñón La historia viva bajo el acueducto inmortal (1934). Asimismo, es una de las dos figuras centrales -junto a Juan de Padilla- del largo poema «A Padilla, Bravo y Maldonado», del poeta Juan Pablo Mañueco, publicado en el libro Castilla, este canto es tu canto de 2016.
En recuerdo suyo lleva su nombre el Teatro Juan Bravo de Segovia, fundado en 1917.